# Історія азартних ігор в Україні
Історія азартних ігор в Україні охоплює період від початку азартних ігор, перших спроб регулювати гральний бізнес, його заборону та період легалізації. 

## Ранні тенденції азартних ігор на території України
Історія азартних ігор в Україні сягає часів Київської Русі. Найпопулярнішими іграми тоді були кості, горіхи, шашки та шахи. Перші азартні ігри на території України у звичному на сьогодні форматі набули поширення у XVI ст. - XVII ст.. Тоді почали з'являтися перші гральні заклади у великих містах, де можна було грати в рулетку, карти та інше — їх називали «домами ігор» або «казино».
У XX ст., за часів окупації СРСР, гемблінг був заборонений. Це було пов'язано з ідеологією радянської влади, яка вважали азартні ігри буржуазним пережитком. Виключенням був тоталізатор на іподромах, який став єдиною дозволеною азартною грою в СРСР.
Попри заборону, в СРСР існував великий нелегальний ринок азартних ігор. У 1989 році його спробували врегулювати та видали указ про легалізацію казино.

## Азартні ігри в Україні до заборони
На початку 1991 року компанія Amherst International відкрила перше легальне казино в Україні. Воно розміщувалось у Києві в готелі «Русь». Це було підвальне приміщення готелю, де стояло 8 ігрових столів та стільки ж гральних автоматів. Наступного року в історичному центрі Києва відкрили ще три казино з гральними автоматами та ігровими столами. Далі аналогічні заклади з’явилися в Донецьку, Харкові, Одесі, Дніпропетровську та інших містах.
У 1997 році була зафіксована перша спроба врегулювати азартні ігри в Україні. Ліцензійна палата України ввела класифікацію азартних ігор, куди увійшли всі розваги, від яких людина могла отримати грошовий виграш.
На початку 2000-х гемблінговий бізнес продовжував розвиватися, але разом з тим зростала і кількість проблем, пов'язаних з ігровою залежністю та відсутністю належного оподаткування. Особливої популярності набули слот-машини – різновид ігрових автоматів для азартної гри, які в народі отримали назву «однорукі бандити» завдяки характерній ручці для запуску гри. У 2007 році лише в Києві їх було близько 15 тисяч.

## Заборона грального бізнесу в Україні
Гральний бізнес в Україні був незаконним з 2009 року до серпня 2020 року. Цьому сприяв суспільний резонанс, спричинений негативними наслідками гемблінгу, зокрема ігровою залежністю. Вимоги громадськості щодо жорсткішого регулювання ігрової індустрії сприяли реакції у Верховній Раді. Прем'єр-міністр Юлія Тимошенко пролобіювала Закон України «Про заборону грального бізнесу в Україні» від 25 травня 2009 року.
Припинення азартних ігор призвело до їх криміналізації, коли правоохоронні органи за винагороду почали «прикривати» і розширювати гральний бізнес. До державного бюджету стало надходити менше грошей, і лише на ігрових автоматах Україна втрачала близько мільярда щорічно.
Попри заборону азартних ігор, в Україні продовжували працювати незаконні гральні автомати та букмекерські контори під виглядом лотерей, які стали виключенням із закону.
У 2015—2016 роках питання легалізації грального бізнесу активно дискутувалось та було проведено перший Гральний Конгрес України — Ukrainian Gaming Congress, що відбувся 29 вересня у Києві. Прихильниками легалізації були Арсеній Яценюк, який хотів податками з азарту фінансувати культуру, тодішній міністр економіки Айварас Абромавічус пропонував відкривати казино у 4- та 5-зіркових готелях, а колишній голова Одеської ОДА Міхеїл Саакашвілі пояснював, що попри формальну заборону казино існують, а їх легалізація дозволить поповнити доходи місцевих бюджетів.
Станом на грудень 2019 року, в Україні працювало щонайменше 5,3 тис. нелегальних ігрових закладів.
20 грудня Кабінет Міністрів України заборонив розповсюдження лотерей на ліцензійних умовах, заборонивши проведення грального бізнесу під виглядом державних лотерей. Уряд доручив поліції перевірити роботу державних лотерей. Того ж дня СБУ й поліція закрили доступ українських інтернет-користувачів до 154 сайтів з онлайн-казино, зупинено роботу понад 5300 гральних закладів, вилучено обладнання на суму 50 млн грн. Деякі казино продовжували роботу за зачиненими дверима, пускаючи до зали лише постійних гравців після дзвінка.

## Період легалізації азартних ігор в Україні

### 2020
У 2020 році уряд України вирішив зняти мораторій та розпочати процес легалізації гемблінгу. У серпні набув чинності закон про регулювання діяльності з організації проведення азартних ігор, згідно з яким дозволялася організація гемблінгу у відповідних закладах у режимі офлайн та онлайн, букмекерська діяльність, узаконювалися зали ігрових автоматів та покер.
23 вересня Кабінет Міністрів України створив Комісію з регулювання азартних ігор та лотерей (КРАІЛ), а 5 жовтня затвердив умови конкурсу для участі в ній. Комісія стала українським державним регулятором, що займається ліцензуванням та регулюванням сфери азартних ігор в Україні. 21 жовтня КРАІЛ очолив ветеран АТО Іван Рудий, іншими членами комісії стали Олена Водолажко та Євген Гетьман.
В листопаді на конференції SBC Digital Summit CIS Україну було названо найбільш перспективним ринком серед країн колишнього СРСР із можливостями росту онлайн-гемблінгу на наступні п'ять років.

### 2021-2022
На початку лютого 2021 року в Україні було видано перші ліцензії для організації азартних ігор, їх отримав оператор «Спейсикс», який керує брендом «Космолот». Наступними компаніями, які отримали ліцензії стали «Паріматч», «Геймдев», Favbet та інші.
24 лютого 2021 року була проведена перша тематичної конференції з азартних ігор в Україні — Ukrainian Gaming Week, а 23-24 березня відбулась виставка UGW 2021. За даними голови КРАІЛ Івана Рудого, за лютий бюджет отримав 70,2 млн гривень від видачі ліцензій, всього протягом 2021 року планувалося отримати 6-7 млрд гривень. За даними НБУ у 2021 році гральний бізнес сплатив 204 млн гривень податків, а у 2022 році показники зросли до 730 млн гривень.

### 2023
12 січня Верховна Рада України ухвалила закон № 8079, заборонивши гральному бізнесу користуватися спрощеною системою оподаткування, 13 лютого президент Зеленський підписав закон. Податок на імовірний виграш для громадян прирівнявся до оподаткування заробітної платні. Попри регулювання й можливість легальної роботи, станом на 2023 рік в Україні діяли 14 легальних та 1100 нелегальних казино та букмекерських компаній. 
10 березня Президент України Володимир Зеленський підписав Указ про санкції терміном на 50 років щодо ряду компаній, серед них була Parimatch.
За підсумками 2023 року гральний бізнес сплатив 10,4 млрд гривень, що у 14 разів більше ніж у 2022 році. Найбільшими платниками податків стали компанії «Спейсикс» та «Фавбет».

### 2024
На початку березня боєць Збройних Сил України та активіст Павло Петриченко став автором петиції, в якій закликав заборонити військовослужбовцям доступ до азартних ігор та онлайн-казино під час дії воєнного стану. 20 квітня Президент України підписав відповідний Указ, який заборонив військовослужбовцям доступ до азартних ігор.
24 квітня Верховна Рада України підтримала законопроєкт про ліквідацію КРАІЛ і обмеження роботи онлайн-казино.
27 квітня в Україні було заблоковано понад 2500 сайтів з азартними іграми без ліцензій. Станом на квітень в Україні розслідувалося понад 450 кримінальних справ за незаконну організацію азартних ігор. Повідомлено про підозру 21 особі, до суду скеровано обвинувальні акти стосовно 72 осіб, в тому числі 7 обвинувальних актів щодо 68 учасників злочинних угруповань.
21 травня Кабмін заборонив рекламу азартних ігор та букмекерських компаній.
Згідно дослідження Центру Разумкова, проведеного з 20 по 28 червня 2024 року, 27 % українців, на думку родичів, друзів і знайомих, мають проблеми з азартними іграми. При цьому лише 8,5 % респондентів визнали, що грали в онлайн-казино або робили ставки на спорт. Опитування було проведене серед 2027 респондентів віком від 18 років, похибка вибірки не перевищує 2,3 %.
Організатори азартних ігор за 8 місяців 2024 року сплатили до держбюджету України 11,7 млрд гривень податків, що у 2,1 раза більше, ніж за аналогічний період минулого року. Зокрема третина всіх платежів до бюджету від операторів надійшла від компанії Favbet — це близько 3,1 млрд гривень. Далі йде компанія Cosmolot та інші ліцензовані компанії грального ринку.
19 вересня було повідомлено, що за ініціативи Міністерства цифрової трансформації, в Україні заблокували ще 31 додаток онлайн-казино, в тому числі заблоковано перші 19 онлайн-казино у Google Play та 12 — в App Store.
4 грудня Верховна Рада України ухвалила в другому читанні та в цілому законопроєкт № 9256-д щодо посилення контролю на гральному ринку та ліквідації КРАІЛ.